# Cleome densifolia
Cleome densifolia är en paradisblomsterväxtart som beskrevs av Charles Henry Wright. Cleome densifolia ingår i släktet paradisblomstersläktet, och familjen paradisblomsterväxter. Inga underarter finns listade i Catalogue of Life.